# 終極戰士：掠奪者
《終極戰士：掠奪者》（英語：The Predator）是一部2018年美國科幻動作片，由沙恩·布萊克執導並與佛萊德·德克爾共同撰寫劇本。本片為《終極戰士》系列的第四部電影作品，此前的三部電影為《終極戰士》（1987年）、《終極戰士2》（1990年）和《終極戰士團》（2010年）。
電影主演包括波伊德·霍布魯克、奧莉薇亞·孟恩、崔凡特·羅德、基根-麥可·奇、湯瑪斯·傑恩、雅各·特倫布雷、阿爾菲·艾倫和斯特林·K·布朗。該片由二十世紀福斯負責發行，並定於2018年9月14日在美國上映。

## 劇情
一名年輕男孩意外地觸發了發信器而使鐵血戰士返回地球，這名宇宙中最致命的獵手已用其他物種的DNA進行基因升級。從宇宙邊疆到地球一處郊區小鎮街道，狩獵再度展開。比起之前，宇宙中最致命的獵人將更加強壯、聰明與嗜血。 他們利用其他種族的DNA讓自己升級。 只有一群退役軍人和一位心懷不滿的科學家才能在任何人成為獵物之前阻止掠奪者。

## 演員
- 波伊德·霍布魯克 飾 昆恩·麥肯納（Quinn McKenna）隸屬於美國陸軍第75遊騎兵團，曾在美國陸軍第1騎兵師服役，是艾蜜莉的前夫，也是羅伊的父親。他發現了兇猛掠奪者的存在，但卻沒有人相信。
- 崔凡特·羅德（英语：Trevante Rhodes） 飾 蓋洛德·「尼布拉斯加」·威廉斯（Gaylord "Nebraska" Williams）：前美國海軍陸戰隊武裝偵察部隊員，參與了好友昆恩領導的狩獵掠奪者小隊。
- 雅各·特倫布雷 飾 羅伊·麥肯納（Rory McKenna）：昆恩和艾蜜莉的兒子，患有自閉症而在學校中被欺負，但也因自身特殊能力及精通多種語言而成為對抗掠奪者的關鍵隊員。
- 基根-麥可·奇 飾 寇爾（Coyle）：昆恩小隊的一員。
- 奧莉薇亞·孟恩 飾 凱西·布蘭德（Casey Bracket）：昆恩小隊的一員，一位心懷不滿的科學教師及生物學家。
- 湯瑪斯·傑恩 飾 巴克斯利（Baxley）：來自阿富汗戰爭與伊拉克戰爭的退伍軍人，患有創傷後壓力症候群。
- 阿爾菲·艾倫 飾 林區（Lynch）：前美國海軍陸戰隊武裝偵察部隊，昆恩小隊的一員。
- 斯特林·K·布朗 飾 威爾·特雷格（Will Traeger）：監禁昆恩的掌控外星事物部門負責人，後來也加入對抗掠奪者的行動。
- 奥古斯托·阿奎莱拉（英语：Augusto Aguilera） 饰 内特尔斯
- 杰克·布西 饰 肖恩·基斯
- 伊凡·史漢基 飾 艾蜜莉·麥肯納（Emily McKenna）：昆恩的前妻，羅伊的母親。
- 布萊恩·A·普林斯（Brian A. Prince） 飾 鐵血戰士：神秘且強大的外星入侵者。

## 製作
2014年6月，二十世紀福斯宣布，《終極戰士》的新續集由沙恩·布萊克執導並和佛萊德·德克爾共同撰寫劇本，約翰·戴維斯則會擔任監製。2015年8月13日，戴維斯在接受Collider網站採訪時透露，這部電影將重新塑造整個系列。11月下旬，德克爾在Facebook上證實劇本已經完成。2016年2月，官方確認片名為《The Predator》。電影排於2016年9月26日在加拿大不列顛哥倫比亞的溫哥華開拍。
2016年3月，阿諾·史瓦辛格被證實已與布萊克會面，討論第一部電影後，他的角色回歸的可能性。而嘻哈歌手50 Cent也有望參演。同年9月12日，據報導，班尼西歐·狄奧·托羅正在會談加入演出。10月11日，據報導，狄奧·托羅已確認退出，而波伊德·霍布魯克將會主演特種突擊隊隊員。11月3日，奧莉薇亞·孟恩加入飾演一名科學家。據報導，崔凡特·羅德於2017年1月5日加入演出。童星雅各·特倫布雷則於1月25日確認參演，並會飾演霍布魯克角色的兒子。2月，阿爾菲·艾倫與伊凡·史漢基確認參演。

### 拍攝
沙恩·布萊克在他的Twitter上宣布，該片於2017年2月20日在不列顛哥倫比亞的溫哥華正式開拍。2016年11月21日，方賴瑞確認被聘為電影的攝影師。2018年7月6日，據透露，在經過秘密試映後，該片的第三幕完全被重拍。

## 發行
該片於2018年9月6日在多倫多國際影展上首映，並於2018年9月14日由二十世紀福斯在美國院線發行。此前，美國的上映日期曾陸續定於2018年3月2日、2月9日和8月3日。該片亦推出IMAX版本。該片是一部「R級」電影。

### 評價
《終極戰士：掠奪者》整體獲得的評價以負面居多。在爛番茄上根據153條評論，持有34%的新鮮度，平均得分5.1／10。而在Metacritic上則獲得了49分。據CinemaScore的調查，觀眾的評價在A+至F間落於「C+」。

### 票房
在美國和加拿大，《終極戰士：掠奪者》與《藥命人生》、《失蹤網紅》、《永不屈服：救贖之路》同天上映並競爭，分析師預估《終極戰士：掠奪者》在首映週末能從4037間戲院中獲得2500萬至3200萬美元間的票房。該片於周四晚間的先行場中獲得了250萬美元。美國首週票房達2400萬美元，位居當週票房冠軍，但該成績低於2010年電影《終極戰士團》（2480萬美元）的首週票房。中国大陆取得2.16亿人民币。
| 上一届： 《鬼修女》   | 2018年美國週末票房冠軍 第37週     | 下一届： 《滴答屋》               |
| 上一届： 《鬼修女》   | 2018年台北週末票房冠軍 第37週     | 下一届： 《凸搥特派員：三度出擊》 |
| 上一届： 《天煞重炮》 | 2018年香港週末票房冠軍 第37週     | 下一届： 《特務戇J：神級歸位》    |
| 上一届： 《无双》     | 2018年中國大陸一周票房冠軍 第43週 | 下一届： 《胡桃鉗與奇幻四國》     |

## 外部連結
- 官方网站
- 互联网电影数据库（IMDb）上《終極戰士：掠奪者》的资料（英文）
- 爛番茄上《終極戰士：掠奪者》的資料（英文）
- Box Office Mojo上《終極戰士：掠奪者》的資料（英文）